# Жоїнвіль
Жоїнвіль (порт. Joinville) — місто і муніципалітет в Бразилії, входить в штат Санта-Катаріна. Складова частина мезорегіону Північ штату Санта-Катаріна. Знаходиться в складі великої міської агломерації Північна і північно-східна частина штату Санта-Катаріна. Входить в економіко-статистичний мікрорегіон Жоїнвіль. Населення на 2022 рік складало 616 371 особа. Займає площу 1127,947 км². Щільність населення — 546,41 осіб/км². Місто засноване 9 березня 1851 року. Клімат місцевості: субтропічний.